# Franci Bouebari
Franci Clarck Bouebari Kitsamoutse (* 12. September 2003 in Straßburg) ist ein französischer Fußballspieler, der aktuell als Leihspieler der zweiten Mannschaft des SC Freiburg bei Rot-Weiss Essen spielt.

## Karriere
Seit seiner Kindheit spielte Bouebari für diverse Juniorenmannschaften von Racing Straßburg. Im März 2022 wurde er dort zum Spieler in der zweiten Mannschaft. Bis zum Saisonende der Spielzeit 2021/22 spielte er dort noch viermal in der National 3, der fünften französischen Spielklasse. Auch in der Saison 2022/23 war er dort noch Stammspieler und kam in nahezu jedem Spiel zum Einsatz. Bei einem 2:1-Sieg über Olympique Lyon Mitte Januar 2023 (19. Spieltag) wurde Bouebari bereits früh in der ersten Halbzeit für Dimitri Liénard eingewechselt und gab somit sein Profidebüt.
Im Juni 2023 wechselte er zur zweiten Mannschaft des SC Freiburg.
Im Juli 2025 wurde er an Rot-Weiss Essen verliehen.